# Stazione di Palazzo del Pero
La stazione di Palazzo del Pero è stata una stazione ferroviaria posta lungo la ex linea ferroviaria a scartamento ridotto Arezzo-Fossato di Vico chiusa nel 22 maggio 1945 a causa dei bombardamenti della Seconda guerra mondiale, era a servizio della frazione aretina di Palazzo del Pero.

## Storia
L'impianto fu inaugurato, insieme alla tratta Arezzo-Anghiari, il 16 agosto 1886, e rimase attivo fino al  22 maggio 1945, quando l'esercizio cessò a causa delle distruzioni provocate dai bombardamenti della seconda guerra mondiale.

## Strutture ed impianti
Nella stazione era presenti tre  binari, un fabbricato viaggiatori, un magazzino merci, un deposito locomotive ed il ristorante, chiamato all'epoca "Buffet".
Rimangono riconoscibili il deposito locomotive. Il fabbricato viaggiatori ed il ristorante sono stati completamente demoliti, ed i due binari smantellati.